# Краб Орчард (Кентаки)
Краб Орчард (енгл. Crab Orchard) град је у америчкој савезној држави Кентаки.

## Демографија
По попису из 2010. године број становника је 841, што је 1 (-0,1%) становника мање него 2000. године.
| Група             | 2000.       | 2010.       |
| Белци             | 815 (96,8%) | 798 (94,9%) |
| Афроамериканци    | 13 (1,5%)   | 6 (0,7%)    |
| Азијати           | 0 (0,0%)    | 0 (0,0%)    |
| Хиспаноамериканци | 5 (0,6%)    | 18 (2,1%)   |
| Укупно            | 842         | 841         |